# Pałac CEC
Pałac CEC (rum: Palatul CEC) – pałac w Bukareszcie, w Rumunii, znajdujący się na Calea Victoriei, naprzeciwko Muzeum Narodowego Historii Rumunii. Został wzniesiony jako siedziba banku CEC (Casa de Economii și Consemnațiuni).

## Historia
Przed wybudowaniem pałacu, na tym miejscu znajdowały się ruiny klasztoru (św. Jana Wielkiego) i karczma. XVI-wieczny kościół został odnowiony przez Konstantyna Brâccoveanu w latach 1702 - 1703, ale następnie popadł w ruinę i został zburzony w 1875 roku.
Pałac został zbudowany jako nowa siedziba dla najstarszego banku w Rumunii, publicznej instytucji oszczędnościowej Casa de Depuneri, Consemnațiuni și Economie, później znanej jako C.E.C. (rumuński: Casa de Economii și Consemnațiuni), a obecnie CEC Bank. Grunt został kupiony, a budynek wybudowany ze środków własnych instytucji. Prace rozpoczęły się 8 czerwca 1897 r. i zakończyły się w 1900 r. Projekt został opracowany przez architekta Paula Gottereau, absolwenta École nationale supérieure des beaux-arts w Paryżu; budowę nadzorował rumuński architekt Ion Socolescu.
W 2009 odbyły się tutaj uroczystości z okazji 60. urodzin księżnej Małgorzaty z Rumunii.